# 王迪詩
王迪詩（洋名：Daisy Wong，本名：楊潔深，1979年—），香港作家，曾入讀黃大仙聖母小學及拔萃女書院，其後畢業於香港中文大學新聞系，外號「寸嘴女作家」，於多份香港報章雜誌撰寫專欄和商業電台主持節目，正式轉型為作家前曾經為周梁淑怡的助理。

## 事件
2019年6月15日，王迪詩在面書公佈，指她本來今天在《信報》專欄以「人神共憤」四字「開天窗」，但被《信報》以「(該報)沒有先例」為理由拒絕刊登，她因而決定即時終止與《信報》的合作，並結束〈蘭開夏道〉這個她寫了 11 年的專欄。她表示：「香港政府向手無寸鐵的平民開槍，難道又有先例嗎？警察瞄準市民的頭來開槍，一群警察亂棍狂毆倒地的老人，用警棍襲擊一位淚流滿面哭求警察放過孩子的母親……除了『人神共憤』這四個字，我實在想不到更貼切的。」
2020年2月，因COVID-19導至香港的口罩供應短缺，王迪詩在面書宣佈，她經歷千辛萬苦，終於成功透過讀者在奧地利訂到3000個口罩，她將會承擔萬元運費，以原價轉售予香港市民。

## 作品

### 書籍
- 2008年：《蘭開夏道》
- 2009年：《蘭開夏道II──繼續跳舞》
- 2010年：《不是米芝蓮──講到吃，老外懂什麼？》
- 2010年：《一個人私奔》
- 2010年：《我是我‧王迪詩》
- 2010年：《王迪詩看世界》
- 2010年：《孔雀男與榴槤女》（與潘惠森合著）
- 2011年：《王迪詩@辦公室》
- 2011年：《我是我‧王迪詩2》
- 2012年：《我就是主角》
- 2012年：《忘記一個人有多難！》
- 2012年：《我是我‧王迪詩3》
- 2013年：《王迪詩@辦公室2》
- 2013年：《我是我‧王迪詩4》
- 2013年：《沒有你，不會死！》
- 2014年：《我的愛情完結篇（1）》
- 2014年：《王迪詩@辦公室3》
- 2014年：《我是我‧王迪詩5》
- 2014年：《Love is the Way Home》 (王迪詩 X Crabtree & Evelyn)
- 2014年：《STYLE》
- 2015年：《秋心的夏天》
- 2015年：《我就是看不過眼！》
- 2018年: 《下半生，難道就這樣過嗎？》
- 2019年: 《王迪詩講鬼故》
- 2020年：《活着就有如果》
- 2021年: 《Time Will Tell——我這樣讀歷史》
- 2022年: 《致仍在一起與不再在一起的朋友》
- 2023年：《有腦的女人最好命》
- 2023年：《職場見聞錄——毒笑厭世版》

### 填詞
- 2013年：《我就是主角》（J.Arie）

### 專欄
- 《信報》蘭開夏道 （2008-2019年，逢星期六刊登）
- 《頭條日報》（逢星期六刊登）（已停刊）
- 《am730》
- 《東周刊》

### 電台節目
- 2012年：《我就是王迪詩》
- 2016年：《關公災難》－與劉翁主持

### Talk Show
- 王迪詩「寸嘴講」